# جاکومو موسکینی
جاکومو موسکینی (ایتالیایی: Giacomo Moschini؛ ۱۶ آوریل ۱۸۹۶ – ۱۳ نوامبر ۱۹۴۳) بازیگر اهل پادشاهی ایتالیا بود.
از فیلم‌هایی که وی در آن نقش داشته‌است، می‌توان به نامزدشده، رستاخیز، روسینی و اتصال کوتاه اشاره کرد.